# Bunuri mobile din domeniul artă plastică clasate în patrimoniul cultural național al României aflate în Elveția
Acestă listă conține bunurile mobile din domeniul artă plastică clasate în Patrimoniul cultural național al României aflate la momentul clasării în Elveția.

## Fond
| Foto | Informații generale                                           | Detalii tehnice                                                                            | Descriere | Deținător                     | Legături |
| ---- | ------------------------------------------------------------- | ------------------------------------------------------------------------------------------ | --- | ----------------------------- | -------- |
|      | Flori de primăvară în pahar Autor: Grigorescu, Nicolae        | Datare: nedatat, sf. sec. XIX Dimensiuni: 23,5 x 14 cm Material: ulei pe lemn              | Semnat stânga jos cu roz: Grigorescu.                                                                                           | Colecții particulare, Elveția | Cimec    |
|      | Casă la Câmpina Autor: Grigorescu, Nicolae                    | Datare: nedatat, sf. sec. XIX Dimensiuni: 30 x 42 cm Material: ulei pe pânză               | Semnat dreapta jos cu roșu: Grigorescu.                                                                                         | Colecții particulare, Elveția | Cimec    |
|      | Visul lui Ulisse Autor: Vermont, Nicolae                      | Datare: 1893 Dimensiuni: 122 x 166 cm Material: ulei pe pânză                              | Datat dreapta jos cu negru: (18)93. Semnat dreapta jos cu negru: N.Vermont.                                                     | Colecții particulare, Elveția | Cimec    |
|      | Pe gânduri Autor: Vermont, Nicolae                            | Datare: nedatat Dimensiuni: 63 x 45 cm Material: ulei pe carton                            | Semnat dreapta jos cu gri: Vermont.                                                                                             | Colecții particulare, Elveția | Cimec    |
|      | Lectură la lumina lămpii Autor: Vermont, Nicolae              | Datare: nedatat Dimensiuni: 73 x 47,5 cm Material: ulei pe pânză                           | Semnat dreapta jos cu negru: Nicolae Vermont.                                                                                   | Colecții particulare, Elveția | Cimec    |
|      | Atelierul de broderie Autor: Vermont, Nicolae                 | Datare: 1915 Dimensiuni: 34,5 x 50 cm Material: ulei pe carton                             | Datat dreapta jos cu negru: 1915. Semnat dreapta jos cu negru: Nicolae Vermont.                                                 | Colecții particulare, Elveția | Cimec    |
|      | Interior cu personaje la Vlaici Autor: Vermont, Nicolae       | Datare: 1921 Dimensiuni: 45,5 x 37 cm Material: ulei pe pânză lipită pe carton             | Datat dreapta jos cu negru: 1921. Semnat și localizat dreapta jos cu negru: Nicolae Vermont, Vlaici-Olt.                        | Colecții particulare, Elveția | Cimec    |
|      | În pădure Autor: Verona, Artur Garguromin                     | Datare: 1923 Dimensiuni: 68 x 69 cm Material: ulei pe pânză                                | Datat dreapta jos cu negru: (19)23. Semnat dreapta jos cu negru: Verona A.                                                      | Colecții particulare, Elveția | Cimec    |
|      | Nud Autor: Strâmbu, Ipolit                                    | Datare: 1928 Dimensiuni: 55 x 43 cm Material: ulei pe carton                               | Datat stânga jos cu negru: 1928. Semnat stânga jos cu negru: Strâmbu.                                                           | Colecții particulare, Elveția | Cimec    |
|      | Nud Autor: Loghi, Kimon                                       | Datare: nedatat Dimensiuni: 54 x 45 cm Material: ulei pe pânză                             | Semnat stânga jos cu brun: Kimon Loghi.                                                                                         | Colecții particulare, Elveția | Cimec    |
|      | Peisaj din Douarnerez Autor: Pallady, Theodor                 | Datare: nedatat Dimensiuni: 23 x 32,5 cm Material: ulei pe carton                          | Semnat stânga jos cu creion: T. Pallady.                                                                                        | Colecții particulare, Elveția | Cimec    |
|      | Lectura Autor: Pallady, Theodor                               | Datare: nedatat Dimensiuni: 63 x 48 cm Material: ulei pe carton                            | Semnat stânga jos în monogram: TP.                                                                                              | Colecții particulare, Elveția | Cimec    |
|      | Valul alb Autor: Pallady, Theodor                             | Datare: nedatat Dimensiuni: 52 x 67 cm Material: ulei pe carton                            | Semnat stânga jos spre centru cu negru în monogram: TP.                                                                         | Colecții particulare, Elveția | Cimec    |
|      | Nud Autor: Pallady, Theodor                                   | Datare: nedatat Dimensiuni: 53 x 66 cm Material: ulei pe carton                            | Semnat stânga jos spre centru cu negru în monogram: T.Pallady.                                                                  | Colecții particulare, Elveția | Cimec    |
|      | Nud Autor: Mutzner, Samuel                                    | Datare: (19)37 Dimensiuni: 39 x 50 cm Material: ulei pe carton                             | Datat stânga jos cu negru: (19)37. Semnat stânga jos cu negru: S. Mutzner.                                                      | Colecții particulare, Elveția | Cimec    |
|      | Femeie cu umbrela Autor: Petrașcu, Gheorghe                   | Datare: (1)934 Dimensiuni: 40 x 24 cm Material: ulei pe carton                             | Datat stânga jos cu negru: (1)934 și localizat dreapta jos cu negru: T Ghiol iulie 15. Semnat stânga jos cu negru: G. Petrașcu. | Colecții particulare, Elveția | Cimec    |
|      | Peisaj cu copaci Autor: Popescu, Ștefan                       | Datare: nedatat Dimensiuni: 43 x 54 cm Material: ulei pe carton                            | Semnat dreapta jos cu negru: St. Popescu.                                                                                       | Colecții particulare, Elveția | Cimec    |
|      | Trandafirii galbeni Autor: Popescu, Ștefan                    | Datare: nedatat Dimensiuni: 39 x 55,5 cm Material: ulei pe carton                          | Semnat dreapta jos cu brun: St. Popescu.                                                                                        | Colecții particulare, Elveția | Cimec    |
|      | Peisaj Autor: Popescu, Ștefan                                 | Datare: nedatat Dimensiuni: 46,5 x 65,5 cm Material: ulei pe pânză                         | Semnat dreapta jos cu brun: St. Popescu.                                                                                        | Colecții particulare, Elveția | Cimec    |
|      | Natură statică cu flori și pensule Autor: Șirato, Francisc    | Datare: nedatat Dimensiuni: 39 x 31,5 cm Material: ulei pe carton                          | Semnat stânga jos cu brun: Sirato.                                                                                              | Colecții particulare, Elveția | Cimec    |
|      | Natură statică cu crizanteme și carte Autor: Șirato, Francisc | Datare: 1936 Dimensiuni: 49,5 x 40 cm Material: ulei pe carton                             | Datat stânga jos cu verde: 1936. Semnat stânga jos cu verde: Sirato.                                                            | Colecții particulare, Elveția | Cimec    |
|      | Cârciumărese Autor: Șirato, Francisc                          | Datare: nedatat Dimensiuni: 65 x 53,5 cm Material: ulei pe pânză                           | Semnat dreapta jos cu roșu: Sirato.                                                                                             | Colecții particulare, Elveția | Cimec    |
|      | Pe terasă Autor: Ressu, Camil                                 | Datare: nedatat Dimensiuni: 58 x 44 cm Material: ulei pe carton                            | Semnat dreapta jos cu brun: C. Ressu.                                                                                           | Colecții particulare, Elveția | Cimec    |
|      | Țărancă în grădină Autor: Strâmbu, Ipolit                     | Datare: 1908 Dimensiuni: 39 x 49 cm Material: ulei pe carton                               | Semnat stânga jos cu brun: Strâmbu.                                                                                             | Colecții particulare, Elveția | Cimec    |
|      | Peisaj Autor: Bălțatu, Adam                                   | Datare: nedatat Dimensiuni: 62 x 56 cm Material: ulei pe carton                            | Semnat dreapta jos cu brun: Bălțatu.                                                                                            | Colecții particulare, Elveția | Cimec    |
|      | Balcic - Peisaj cu minaret Autor: Biju, Leon Alexandru        | Datare: nedatat Dimensiuni: 43 x 53 cm Material: ulei pe carton                            | Semnat dreapta jos spre centru: L.A.Biju.                                                                                       | Colecții particulare, Elveția | Cimec    |
|      | Case la Balcic Autor: Biju, Leon Alexandru                    | Datare: nedatat Dimensiuni: 54 x 65 cm Material: ulei pe carton                            | Semnat dreapta jos spre centru cu negru: L.A.Biju.                                                                              | Colecții particulare, Elveția | Cimec    |
|      | Balerină odihnindu-se Autor: Iser, Iosif                      | Datare: nedatat Dimensiuni: 81 x 55 cm Material: ulei pe pânză                             | Semnat dreapta jos cu negru: ISER.                                                                                              | Colecții particulare, Elveția | Cimec    |
|      | Odaliscă în verde Autor: Iser, Iosif                          | Datare: (19)37 Dimensiuni: 60 x 45 cm Material: guașă vernisată pe hârtie lipită pe placaj | Semnat dreapta jos cu roșu: Iser. Datat dreapta jos cu roșu (19)37.                                                             | Colecții particulare, Elveția | Cimec    |
|      | Turci la cafenea Autor: Iser, Iosif                           | Datare: nedatat Dimensiuni: 26 x 37 cm Material: guașă pe hârtie lipită pe carton          | Semnat dreapta jos cu negru: Iser.                                                                                              | Colecții particulare, Elveția | Cimec    |
|      | Compoziție cu două cadâne Autor: Iser, Iosif                  | Datare: nedatat Dimensiuni: 61 x 51 cm Material: ulei pe carton                            | Semnat dreapta jos cu negru: Iser.                                                                                              | Colecții particulare, Elveția | Cimec    |
|      | Marină Autor: Theodorescu-Sion, Ion                           | Datare: nedatat Dimensiuni: 45 x 54 cm Material: ulei pe carton                            | Semnat stânga jos cu negru: Theo Sion.                                                                                          | Colecții particulare, Elveția | Cimec    |
|      | Portret de țăran Autor: Theodorescu-Sion, Ion                 | Datare: nedatat Dimensiuni: 64,5 x 49,5 cm Material: ulei pe carton                        | Semnat stânga jos cu negru: Theo Sion.                                                                                          | Colecții particulare, Elveția | Cimec    |
|      | Țărănci la portiță Autor: Theodorescu-Sion, Ion               | Datare: (1)936 Dimensiuni: 48 x 59,5 cm Material: ulei pe carton                           | Semnat stânga jos cu negru: T.Sion. Datat stânga jos cu negru: (1)936.                                                          | Colecții particulare, Elveția | Cimec    |
|      | Nud Autor: Theodorescu-Sion, Ion                              | Datare: (1)938 Dimensiuni: 40 x 69 cm Material: ulei pe carton                             | Semnat stânga jos cu negru: T.Sion. Datat stânga jos cu negru: (1)938.                                                          | Colecții particulare, Elveția | Cimec    |
|      | Piață la Veneția Autor: Dărăscu, Nicolae                      | Datare: nedatat Dimensiuni: 64,5 x 54 cm Material: ulei pe carton                          | Semnat dreapta jos cu brun: Darascu.                                                                                            | Colecții particulare, Elveția | Cimec    |
|      | Canal venețian Autor: Dărăscu, Nicolae                        | Datare: nedatat Dimensiuni: 60 x 73 cm Material: ulei pe carton                            | Semnat dreapta jos cu roșu: Darascu.                                                                                            | Colecții particulare, Elveția | Cimec    |
|      | Rochia mov, flori roșii Autor: Mutzner, Samuel                | Datare: 1911 Dimensiuni: 68 x 60 cm Material: ulei pe pânză                                | Semnat dreapta jos cu roșu: S. Mutzner.                                                                                         | Colecții particulare, Elveția | Cimec    |
|      | Cu ricșa Autor: Mutzner, Samuel                               | Datare: 1914 Dimensiuni: 46 x 51 cm Material: ulei pe pânză                                | Semnat și localizat dreapta jos cu negru: S. Mutzner; Kyoto.                                                                    | Colecții particulare, Elveția | Cimec    |
|      | Interior la Șopârlița Autor: Mutzner, Samuel                  | Datare: 1924 Dimensiuni: 60 x 50 cm Material: ulei pe pânză                                | Semnat dreapta jos cu brun: S. Mutzner.                                                                                         | Colecții particulare, Elveția | Cimec    |
|      | La culesul viei Autor: Mutzner, Samuel                        | Datare: 1932 Dimensiuni: 68 x 57,5 cm Material: ulei pe pânză lipită pe carton             | Semnat stânga jos cu roșu: S. Mutzner. Datat stânga jos cu roșu: 1932.                                                          | Colecții particulare, Elveția | Cimec    |
|      | Nud Autor: Dimitrescu, Ștefan                                 | Datare: nedatat Dimensiuni: 78 x 60 cm Material: ulei pe carton                            | Semnat stânga jos cu roșu: Dimitrescu.                                                                                          | Colecții particulare, Elveția | Cimec    |
|      | Țărancă torcând Autor: Schweitzer-Cumpăna, Rudolf             | Datare: nedatat Dimensiuni: 97 x 67 cm Material: ulei pe carton                            | Semnat stânga jos cu brun: Rudolf Schweitzer.                                                                                   | Colecții particulare, Elveția | Cimec    |
|      | Piața din Sibiu Autor: Schweitzer-Cumpăna, Rudolf             | Datare: nedatat Dimensiuni: 69 x 85 cm Material: ulei pe carton                            | Semnat dreapta jos cu roșu: Schweitzer Cumpăna.                                                                                 | Colecții particulare, Elveția | Cimec    |
|      | Țărani la masă Autor: Schweitzer-Cumpăna, Rudolf              | Datare: nedatat Dimensiuni: 46,5 x 56 cm Material: ulei pe carton                          | Semnat dreapta jos cu negru: Schweitzer Cumpăna.                                                                                | Colecții particulare, Elveția | Cimec    |
|      | La târg Autor: Ghiață, Dimitrie                               | Datare: nedatat Dimensiuni: 97 x 67 cm Material: ulei pe pânză lipită pe carton            | Semnat dreapta jos cu negru: Ghiață D.                                                                                          | Colecții particulare, Elveția | Cimec    |
|      | Țărănci la piață Autor: Ghiață, Dimitrie                      | Datare: nedatat Dimensiuni: 61 x 50 cm Material: ulei pe pânză                             | Semnat dreapta jos cu gri: Ghiață D.                                                                                            | Colecții particulare, Elveția | Cimec    |
|      | Târg oltenesc Autor: Ghiață, Dimitrie                         | Datare: nedatat Dimensiuni: 49 x 58,5 cm Material: ulei pe pânză lipită pe carton          | Semnat dreapta jos cu brun: Ghiață D.                                                                                           | Colecții particulare, Elveția | Cimec    |
|      | Pod peste Tamisa Autor: Isachie, Constantin                   | Datare: nedatat Dimensiuni: 59 x 80 cm Material: ulei pe pânză lipită pe carton            | Semnat dreapta jos cu gri: C.Isachie.                                                                                           | Colecții particulare, Elveția | Cimec    |
|      | Șalul roz Autor: Maniu Mutzner, Rodica                        | Datare: nedatat Dimensiuni: 49,5 x 50 cm Material: ulei pe carton                          | Semnat stânga jos cu negru: R. Maniu.                                                                                           | Colecții particulare, Elveția | Cimec    |
|      | Natură statică cu pipă și coș cu flori Autor: Popescu, Vasile | Datare: nedatat Dimensiuni: 62 x 51 cm Material: ulei pe pânză                             | Semnat dreapta jos cu brun: Vasile Popescu.                                                                                     | Colecții particulare, Elveția | Cimec    |
|      | Portret de femeie Autor: Catargi, George                      | Datare: 1942 Dimensiuni: 90 x 65 cm Material: ulei pe carton                               | Semnat dreapta jos cu negru: G. Catargi. Datat dreapta jos cu negru: 1942.                                                      | Colecții particulare, Elveția | Cimec    |
|      | Românce Autor: Rădulescu, Magdalena                           | Datare: 1931 Dimensiuni: 75,5 x 62 cm Material: ulei pe pânză                              | Semnat dreapta jos cu brun: Magdalena Rădulescu. Datat dreapta jos cu brun: 1931.                                               | Colecții particulare, Elveția | Cimec    |
|      | Natură statică cu flori și pere Autor: Ciucurencu, Alexandru  | Datare: (1)946 Dimensiuni: 49 x 59 cm Material: ulei pe carton                             | Semnat dreapta jos cu negru în monogram A.C. Datat dreapta jos cu negru: (1)946.                                                | Colecții particulare, Elveția | Cimec    |
|      | Femeie citind Autor: Ciucurencu, Alexandru                    | Datare: (1)946 Dimensiuni: 58 x 46 cm Material: ulei pe carton                             | Semnat dreapta jos cu negru în monogram A.C. Datat dreapta jos cu negru: (1)946.                                                | Colecții particulare, Elveția | Cimec    |
|      | Femeie citind Autor: Cheller, Jean                            | Datare: (1)937 Dimensiuni: 50 x 68 cm Material: ulei pe carton                             | Semnat dreapta jos cu roșu: Jean Cheller. Datat dreapta jos cu roșu: (1)937.                                                    | Colecții particulare, Elveția | Cimec    |
|      | Peisaj cu geamie la Balcic Autor: Cheller, Jean               | Datare: nedatat Dimensiuni: 49,5 x 64,5 cm Material: ulei pe carton                        | Semnat dreapta jos cu brun: Jean Cheller.                                                                                       | Colecții particulare, Elveția | Cimec    |